# 猫山宮緒
猫山 宮緒（ねこやま みやお、4月10日 - ）は、日本の漫画家。新潟県出身。白泉社より1994年、「今日もみんな元気です」でデビューした。
『月刊コミックアヴァルス』（マッグガーデン）にて「空中庭園」を連載。

## 単行本リスト
花とゆめCOMICS（白泉社）
- 今日もみんな元気です
- エデンへおいで
- フライング・ドラゴン
- 上海特急

別冊フレンドKC（講談社）
- 瞳をそらさずにいて
  - 瞳をそらさずにいて―水人―
- BFラブ・コレクション 涙のちハッピーエンド
- BFラブ・コレクション 涙あふれる感動愛
- BFラブ・コレクション 本気で泣けちゃう恋

CR COMICS DX（ジャイブ）
- 悪ノ召使（コミカライズ）1巻 2011年8月14日発行 ISBN 978-4861768408

バーズコミックス スピカコレクション (幻冬舎コミックス)
- 悪ノ召使（コミカライズ）
  1. 2014年11月21日発売 ISBN 978-4344832664 (新装版)
  2. 2014年11月21日発売 ISBN 978-4344832671